# Cruz (Familienname)
Cruz (spanisch/portugiesisch für Kreuz) ist ein häufig vorkommender Familienname.

## Namensträger

### A
- Abigail de Paiva Cruz (1883–1944), portugiesische Malerin, Bildhauerin, Spitzenklöpplerin und Frauenrechtlerin
- Adam Cruz (* 1970), US-amerikanischer Jazzschlagzeuger
- Adolfo Schwelm-Cruz (1923–2012), argentinischer Automobilrennfahrer
- Afonso Cruz (* 1971), portugiesischer Autor, Trickfilmer, Illustrator und Musiker
- Agostinho da Cruz (1540–1619), portugiesischer geistlicher Lyriker und Mönch
- Alair Cruz Vicente (* 1981), brasilianischer Fußballspieler
- Alan Cruz (* 1966), mexikanischer Fußballtorhüter
- Alberto Cruz (* 1971), US-amerikanischer Fußballspieler
- Alberto da Silva Cruz (* 1966), osttimoresischer Politiker
- Alejandro Cruz (Alejandro Cruz Ortiz, Black Shadow; 1921–2007), mexikanischer Wrestler
- Alexandrino Cardoso da Cruz, osttimoresischer Politiker
- Alexis Cruz (* 1974), US-amerikanischer Schauspieler
- Alfredo Cruz (Tennisspieler), philippinischer Tennisspieler
- Alfredo Cruz (* 1990), US-amerikanischer Radrennfahrer
- Alice Cruz, portugiesische Soziologin und Menschenrechtsexpertin
- Allan Cruz (Allan Enzo Cruz Leal, * 1996), costa-ricanischer Fußballspieler
- Amado Cruz (* 1987), belizischer Kanute
- Américo Cruz y Fernández (1908–1999), kubanischer Diplomat
- Anderson Cruz (* 1996), angolanischer Fußballspieler
- André Cruz (* 1968), brasilianischer Fußballspieler
- Andrés de Santa Cruz (1792–1865), bolivianischer General, Präsident von Peru 1827 und von Bolivien 1829 bis 1839
- Andy Cruz Gómez (* 1995), kubanischer Boxer
- Ángel Cruz (* 1958), puerto-ricanischer Basketballspieler
- Ángela de la Cruz (1846–1932), italienische Ordensgründerin, als katholische Heilige verehrt
- Ángeles Cruz, mexikanische Schauspielerin
- Angelika dela Cruz (* 1981), philippinische Schauspielerin
- Anilton Cruz (* 1985), kapverdischer Fußballspieler
- Anna Cruz (* 1986), spanische Basketballspielerin
- Annie Cruz (* 1984), US-amerikanische Pornodarstellerin
- Anthony Cruz (Hockeyspieler) (* 1956), malaysischer Hockeyspieler
- Anthony Cruz (* 1973), US-amerikanischer Eastcoast-Rapper, siehe AZ (Rapper)
- Antonio de la Cruz (* 1947), spanischer Fußballspieler und -trainer
- Antonio Cruz (Schwimmer) (* 1952), guatemaltekischer Schwimmer
- Antonio Cruz (Radsportler) (* 1971), US-amerikanischer Radrennfahrer
- Antonio Calderón Cruz (* 1959), guatemaltekischer Geistlicher und römisch-katholischer Bischof von Jutiapa
- António Dinis da Cruz e Silva (1731–1799), portugiesischer Lyriker und Richter
- Antonio Piedade da Cruz (1895–1982), indischer Maler und Bildhauer
- Armando Cruz (* 1973), kubanischer Fußballspieler
- Arnold Cruz (* 1970), honduranischer Fußballspieler
- Art Cruz (* 1988), US-amerikanischer Schlagzeuger
- Atanasio Cruz Aguirre (1801–1875), uruguayischer Politiker, Präsident 1864 bis 1865

### B
- Beatriz Cruz (* 1980), puerto-ricanische Leichtathletin
- Bernardino Cruz Cortez (* 1949), römisch-katholischer Bischof
- Bobbie Friberg Da Cruz (* 1982), schwedischer Fußballspieler
- Bobby Cruz (* 1938), puerto-ricanischer Sänger und Komponist
- Brandon Cruz (* 1962), US-amerikanischer Schauspieler und Musiker
- Brayan Cruz (* 1994), costa-ricanischer Fußballschiedsrichter

### C
- Caio Rodrigues da Cruz (* 1994), brasilianischer Fußballspieler
- Carlos Cruz (Boxer) (Teo Cruz; 1937–1970), dominicanischer Boxer
- Carlos Cruz (Fernsehmoderator) (* 1942), portugiesischer Fernsehmoderator
- Carlos Da Cruz (Fußballspieler), uruguayischer Fußballspieler
- Carlos Da Cruz (Radsportler) (* 1974), französischer Radsportler
- Carlos Cruz-Diez (1923–2019), venezolanischer Künstler
- Carlos Cruz (Schauspieler, 1950) (* 1950), kubanischer Schauspieler
- Carlos Cruz (Schauspieler, 1960) (* 1960), venezolanischer Schauspieler
- Carlos Adriano de Sousa Cruz (* 1987), brasilianischer Fußballspieler
- Carlos Alexis Cruz (* 1990), honduranisch-amerikanischer Fußballspieler
- Carlos Teo Cruz (1937–1970), dominikanischer Boxer
- Carmen Yulín Cruz Soto (* 1963), puerto-ricanische Politikerin
- Carolina Cruz-Neira, Informatikerin
- Cassandra Cruz (* 1982), US-amerikanische Pornodarstellerin und Schauspielerin
- Catalina Cruz (* 1979), US-amerikanische Pornodarstellerin
- Celia Cruz (1925–2003), kubanische Salsa-Sängerin
- César da Cruz, osttimoresischer Politiker und Beamter
- Clarisse Cruz (* 1978), portugiesische Leichtathletin
- Claudia Cruz, dominicanisches Model
- Cristian de la Cruz (* 1978), kolumbianischer Fußballschiedsrichterassistent
- Cristobal Cruz (* 1977), mexikanischer Boxer

### D
- Daniel da Cruz Carvalho (* 1976), portugiesischer Fußballspieler
- Danilson da Cruz (* 1986), kapverdischer Fußballspieler
- Danny Cruz (eigentlich Daniel Arthur Quimoy Cruz; * 1990), US-amerikanischer Fußballspieler
- David de la Cruz (* 1989), spanischer Radrennfahrer
- David García de la Cruz (* 1981), spanischer Fußballspieler
- Dominick Cruz (* 1985), US-amerikanischer Mixed-Martial-Arts-Kämpfer
- Donna Cruz (* 1977), philippinische Sängerin und Schauspielerin
- Dulce Maria da Cruz, osttimoresische Aktivistin

### E
- Edi Dias da Cruz (1907–1973), brasilianischer Schriftsteller, siehe Marques Rebelo
- Edson Cruz (Fußballspieler) (* 1988), kapverdischer Fußballspieler
- Edson Felipe da Cruz (* 1991), brasilianischer Fußballspieler
- Eduardo Cruz, philippinischer Tennisspieler
- Edvandro Cruz (* 1978), brasilianischer Radrennfahrer
- Edwin Cruz (* 1987), Fußballspieler der Nördlichen Marianen
- Efraín Mendoza Cruz (* 1959), mexikanischer Priester, Bischof von Cuautitlán
- Eglys Cruz (* 1980), kubanische Sportschützin
- Emilio Cruz († 2010), honduranischer Politiker
- Ermes Cruz, kapverdischer Fußballspieler
- Ernesto De la Cruz (1898–1985), argentinischer Bandoneonist, Bandleader und Tangokomponist
- Ernesto Sánchez La Cruz, venezolanischer Forschungsreisender, Marineoffizier und Goldsucher
- Ewa Da Cruz (* 1976), norwegische Schauspielerin und Model

### F
- Félix Cruz Barbosa (* 1961), mexikanischer Fußballspieler
- Fernando Cruz (Fußballspieler) (* 1940), portugiesischer Fußballspieler
- Fernando Cruz (Radsportler) (* 1953), kolumbianischer Radrennfahrer
- Filipe Cruz (* 1969), angolanisch-portugiesischer Handballspieler und -trainer
- Filomeno Aleixo da Cruz (* 1958), osttimoresischer Diplomat, siehe Filomeno Aleixo
- Florencio Armando Colín Cruz (* 1950), mexikanischer Geistlicher, Bischof von Puerto Escondido
- Florencio Félix Paredes Cruz (* 1961), bolivianischer Ordensgeistlicher, Prälat von Humahuaca
- Francisco Javier Cruz (* 1966), mexikanischer Fußballspieler
- Francisco José Cruz González (* 1945), mexikanischer Diplomat
- Francisco Lopes da Cruz (* 1941), osttimoresischer Politiker

### G
- Gaspar da Cruz (1520–1570), portugiesischer Dominikaner und Missionar
- Gastão Cruz (1941–2022), portugiesischer Lyriker, Germanist und Kritiker
- Gerry Cruz (* 1937), philippinischer Basketballspieler
- Gil da Cruz Trindade (* 1982), osttimoresischer Marathonläufer
- Gilda Cruz-Romo (1940–2025), mexikanische Opernsängerin (Sopran)
- Gustavo Cruz (* 1966), nicaraguanischer Boxer

### H
- Hélder Cruz (* 1972), kapverdischer Fußballspieler
- Henrique Cruz (* 1997), osttimoresischer Fußballspieler
- Heriberto Cruz (* 1939), puerto-ricanischer Leichtathlet
- Hermenegildo da Cruz (* 1977), osttimoresischer Polizeibeamter
- Hilary Cruz (* 1988), US-amerikanische Schauspielerin und Model
- Hiram Cruz (* 1946), US-amerikanischer Automobilrennfahrer
- Hugo Cruz (* 1982), costa-ricanischer Fußballschiedsrichter
- Humberto Amaral da Cruz (1900–1981), portugiesischer Luftfahrtpionier
- Humberto Carlos Cruz Silva (* 1939), chilenischer Fußballspieler

### I
- Ileana D’Cruz (* 1987), indische Schauspielerin
- Iohana Cruz (* 1980), kubanische Wasserspringerin
- Isaac J. Cruz, US-amerikanischer Schauspieler und Filmschaffender
- Isabel Cruz († 2021), portugiesisch-US-amerikanische Informatikerin
- Ismael Cruz Córdova (* 1987), puerto-ricanischer Schauspieler

### J
- Jacinto Ciria Cruz (1910–1944), philippinischer Basketballspieler
- Jackie Cruz (Fußballspielerin) (Jacqueline Marie Cruz; * 1986), US-amerikanisch-puerto-ricanische Fußballspielerin
- Jackie Cruz (Schauspielerin) (* 1986), dominikanisch-US-amerikanische Schauspielerin
- Jeferson Cruz (* 1999), brasilianischer Fußballspieler
- Jefferson Vieira da Cruz (* 1981), brasilianischer Fußballspieler
- Jhoan Cruz (* 1987), dominikanischer Fußballspieler
- Joan Cruz (* 2003), chilenischer Fußballspieler
- João da Cruz e Sousa (1861–1898), brasilianischer Dichter
- João Tomás de Sousa Moreira Cruz (* 2005), portugiesisch-luxemburgischer Fußballspieler
- Joaquim Cruz (* 1963), brasilianischer Leichtathlet
- Joaquim Cruz (Politiker) (* 1979), portugiesischer Politiker, MdEP
- Johan Cruz (* 1987), dominikanischer Fußballspieler
- Johan Friberg Da Cruz (* 1986), schwedischer Fußballspieler
- Jordi Cruz (* 1978), spanischer Koch
- Jorge Cruz (Fußballspieler, 1966) (* 1966), kolumbianischer Fußballspieler
- Jorge Cruz (Musiker) (* 1975), portugiesischer Musiker und Songwriter
- Jorge Cruz (Fußballspieler, 2000) (* 2000), salvadorianischer Fußballspieler
- Jorge Cruz Teista (* 1950/1951), mexikanischer Fußballtorhüter
- Jorge Everardo Cruz (* 1926), brasilianischer Wasserballspieler
- José Cruz (Baseballspieler) (Cheo Cruz; * 1947), puerto-ricanischer Baseballspieler
- José da Cruz (Politiker, 1976) (* 1976), osttimoresischer Politiker
- José Cruz, Jr. (* 1974), puerto-ricanischer Baseballspieler
- José Cruz Herrera (1890–1972), spanischer Maler
- José Cruz Martínez, mexikanischer Fußballtorhüter
- José Andrade da Cruz (* 1956), osttimoresischer Unabhängigkeitsaktivist und Politiker
- José Antonio Cruz Álvarez Lima (* 1942), mexikanischer Diplomat und Politiker
- José Arana Cruz (1902–unb.), peruanischer Fußballspieler und -trainer
- José da Cruz (Schriftsteller) (* 1945), uruguayischer Schriftsteller und Journalist
- José da Cruz Policarpo (1936–2014), portugiesischer Geistlicher, Patriarch von Lissabon
- José de la Cruz Mena (1874–1907), nicaraguanischer Komponist, Musiker und Orchesterdirektor
- José Geraldo da Cruz (1941–2022), brasilianischer Ordensgeistlicher, Bischof von Juazeiro
- José Guadalupe Cruz (* 1967), mexikanischer Fußballspieler und -trainer
- José Leonardo Cruz (* 1975), kolumbianischer Boxer
- José Luís da Cruz Vidigal (* 1973), portugiesischer Fußballspieler, siehe Luís Vidigal
- José Monge Cruz (1950–1992), spanischer Flamenco-Sänger, siehe Camarón de la Isla
- Jovana de la Cruz (* 1992), peruanische Langstreckenläuferin
- Juan Cruz (Regisseur) (* 1966), spanischer Regisseur
- Juan Cruz (Baseballspieler) (* 1978), dominikanischer Baseballspieler
- Juan Cruz (Fußballspieler, 1992) (* 1992), spanischer Fußballspieler
- Juan Cruz (Fußballspieler, 2000) (* 2000), spanischer Fußballspieler
- Juan Cruz Mallia (* 1996), argentinischer Rugby-Union-Spieler
- Juan de la Cruz (1542–1591), spanischer Mönch, Dichter, Mystiker, Heiliger und Kirchenlehrer, siehe Johannes vom Kreuz
- Juan de la Cruz Cano y Olmedilla (1734–1790), spanischer Kartograph, Illustrator und Kupferstecher
- Juan de la Cruz Mourgeon y Achet (1766–1822), spanischer Offizier und Kolonialverwalter
- Juan de la Cruz Ortiz (* 1983), mexikanischer Fußballspieler
- Juan de la Cruz Ramos Cano, bekannt als Juande Ramos (* 1954), spanischer Fußballtrainer
- Juan Pantoja de la Cruz (1553–1608), spanischer Maler
- Juana Inés de la Cruz (1648–1695), mexikanische Nonne und Dichterin
- Julia Cruz (* 1968), spanische Wasserspringerin
- Julieta Cruz (* 1996), argentinische Fußballspielerin
- Julio Cruz (Baseballspieler) (* 1954), US-amerikanischer Baseballspieler
- Julio Cruz (Fußballspieler, 1974) (* 1974), argentinischer Fußballspieler
- Julio Cruz (Fußballspieler, 1995) (* 1995), mexikanischer Fußballspieler
- Julio César La Cruz (* 1989), kubanischer Boxer

### K
- Kevin Cruz (* 1983), Fußballspieler für Guam

### L
- Larissa Pereira da Cruz (* 1987), brasilianische Fußballspielerin
- Leonardo Cruz (* 1953), dominikanischer Boxer
- Lourdes J. Cruz (* 1942), philippinische Biochemikerin und Hochschullehrerin
- Luis Cruz (Fußballspieler) (Luis Alberto Cruz; 1923/1925–1998), uruguayischer Fußballspieler
- Luis Cruz (Eishockeyspieler) (* 2000), mexikanischer Eishockeyspieler
- Luis de la Cruz (1776–1853), spanischer Maler
- Luis Cabrera Cruz (1893–1967), mexikanischer Geistlicher, Bischof von San Luis Potosí

### M
- Magdalena de la Cruz (1487–1560), spanische Nonne
- Magno Cruz (* 1988), brasilianischer Fußballspieler
- Maiky de la Cruz (* 2004), ecuadorianischer Fußballspieler
- Manoel Delson Pedreira da Cruz (* 1954), brasilianischer Ordensgeistlicher, Erzbischof von Paraíba
- Manuel Cruz (Boxer), mexikanischer Boxer
- Manuel Cruz (Fußballspieler) (Manuel Ignacio Cruz Ledesma, * 2000), kubanischer Fußballspieler
- Manuel Álvaro da Cruz (Manecas Cruz; † 1975/1978), osttimoresischer Unabhängigkeitsaktivist und Freiheitskämpfer
- Manuel Aurelio Cruz (* 1953), kubanischer Geistlicher, Weihbischof in Newark
- Manuel Edmilson da Cruz (* 1924), brasilianischer Geistlicher, Bischof von Limoeiro do Norte
- Manuel Marrero Cruz (* 1963), kubanischer Politiker
- Mara Cruz (* 1941), spanische Schauspielerin
- Márcio Cruz (Fußballspieler) (* 1971), brasilianischer Fußballspieler
- Márcio Cruz (Kampfsportler) (* 1978), brasilianischer Kampfsportler
- Marcos da Cruz, osttimoresischer Politiker
- Margarida Cruz (* 1957), portugiesische Badmintonspielerin
- María de la Cruz Toledo (1912–1995), chilenische Politikerin und Frauenrechtlerin
- Maria de Lourdes Martins Cruz (* 1962), osttimoresische Nonne
- Maria Angélica Rangel da Cruz dos Reis (* 1973), osttimoresische Politikerin
- Maria Charizze Ina Dela Cruz (* 1993), philippinische Fußballspielerin
- Mariano Renato Monteiro da Cruz, osttimoresischer Politiker
- Maribel Cruz, mexikanische Schauspielerin
- Marie Cruz (1946–2022), US-amerikanische Schauspielerin und Aktivistin, siehe Sacheen Littlefeather
- Mario Cruz (* 1966), chilenischer Fußballspieler
- Marisa Cruz (* 1974), portugiesisches Model, Fernsehmoderatorin und Schauspielerin
- Marta Rivera de la Cruz (* 1970), spanische Schriftstellerin, Politikerin und Journalistin
- Martin Cruz Smith (1942–2025), US-amerikanischer Schriftsteller
- Marvin James Cruz, Fußballspieler für Guam
- Mateo Cruz (* 1973), belizischer Radrennfahrer
- Mateus Lima Cruz (* 1993), brasilianischer Fußballspieler
- Matthew Cruz (* 1986), Fußballspieler für Guam
- Maximiano Tuazon Cruz (1923–2013), philippinischer Geistlicher, Bischof von Calbayog
- Melvin Cruz (* 2001), salvadorianischer Fußballspieler
- Miguel Ángel Cruz (* 1955), mexikanischer Leichtathlet
- Milton Cruz (Pianist) (1939–1998), dominikanischer Pianist
- Milton Cruz (Fußballspieler) (* 1957), brasilianischer Fußballspieler
- Miriam Cruz (* 1968), dominikanische Sängerin
- Mónica Cruz (* 1977), spanische Schauspielerin und Tänzerin
- Monica De La Cruz (* 1974), US-amerikanische Politikerin der Republikanischen Partei
- Monica Olvera de la Cruz (* 1958), mexikanisch-US-amerikanische Physikerin
- Montse Cruz (* 1979), spanische Hockeyspielerin

### N
- Nádia Cruz (* 1975), angolanische Schwimmerin
- Nelson Cruz (Tennisspieler), brasilianischer Tennisspieler
- Nelson Cruz (Baseballspieler, 1972) (* 1972), dominikanischer Baseballspieler
- Nelson Cruz (Leichtathlet) (* 1977), kapverdischer Leichtathlet
- Nelson Cruz (Baseballspieler, 1980) (* 1980), dominikanischer Baseballspieler
- Nélson Cruz (Fußballspieler) (* 1987), kapverdischer Fußballspieler
- Nelsy Cruz (1982–2025), dominikanische Politikerin
- Nicky Cruz (* 1938), puerto-ricanischer Prediger
- Nicolás De La Cruz (* 1997), uruguayischer Fußballspieler
- Nikolas Cruz (* 1998), US-amerikanischer Amokläufer, siehe Schulmassaker von Parkland
- Nilo Cruz (* 1960), kubanisch-US-amerikanischer Schriftsteller
- Norma Cruz (* 1966), guatemaltekische Frauen- und Menschenrechtlerin

### O
- Orlando Cruz (* 1981), puerto-ricanischer Boxer
- Oscar V. Cruz (1934–2020), philippinischer Geistlicher, Erzbischof von Lingayen-Dagupan
- Osvaldo Héctor Cruz (1931–2023), argentinischer Fußballspieler
- Oswaldo Cruz (Oswaldo Gonçalves Cruz; 1872–1917), brasilianischer Bakteriologe, Hygieniker und Epidemiologe

### P
- Pastora María Pavón Cruz (1890–1969), spanische Flamenco-Sängerin, siehe La Niña de los Peines
- Patrick Cruz (* 1993), brasilianischer Fußballspieler
- Paula Teixeira da Cruz (* 1960), portugiesische Juristin und Politikerin
- Pedro Cruz (Schwimmer) (* 1966), mosambikanischer Schwimmer
- Pedro Cruz Villalón (* 1946), spanischer Rechtswissenschaftler
- Pedro Cunha Cruz (* 1964), brasilianischer Geistlicher, Bischof von Nova Friburgo
- Penélope Cruz (* 1974), spanische Schauspielerin und Oscar-Preisträgerin
- Peter de Cruz (* 1990), Schweizer Curler

### R
- Rafael Cruz (* 1960), philippinischer Geistlicher, Bischof von Baguio
- Ramón de la Cruz (1731–1794), spanischer Dramatiker
- Ramón Ernesto Cruz (1903–1985), honduranischer Politiker
- Ramón Alfredo de la Cruz Baldera (* 1961), dominikanischer Geistlicher, Bischof von San Francisco de Macorís
- Raúl de Antas Manso Preto Mendes Cruz (1893–1945), portugiesischer Offizier und Kolonialverwalter
- Raymond Cruz (* 1961), US-amerikanischer Schauspieler
- Reinaldo da Cruz Oliveira (* 1979), brasilianischer Fußballspieler
- Renaldo Lopes da Cruz (* 1970), brasilianischer Fußballspieler
- Ricardo Cruz (* 1946), salvadorianischer Leichtathlet
- Ricardo Cruz Verde, mexikanischer Fußballspieler
- Roberto Cruz (* 1937), US-amerikanischer Sänger und Komponist, siehe Bobby Cruz
- Roberto Cruz (Boxer) (* 1941), philippinischer Boxer im Halbweltergewicht
- Roberto Cruz (Taekwondoin) (* 1972), philippinischer Taekwondoin
- Rodrigo Medina de la Cruz (* 1972), mexikanischer Politiker
- Rolando Cruz (* 1939), puerto-ricanischer Leichtathlet
- Romulo Tolentino de la Cruz (1947–2021), philippinischer Geistlicher, Erzbischof von Zamboanga
- Ruby Cruz (* 2000), US-amerikanische Schauspielerin
- Rui António da Cruz, osttimoresischer Politiker
- Ruperto Cruz Santos (* 1957), philippinischer Geistlicher, Bischof von Antipolo

### S
- Samuel Cruz (1943–1975), puerto-ricanischer Leichtathlet
- Serapio Cruz (1835–1870), guatemaltekischer Condottiere
- Sergio Cruz (* 1954), portugiesischer Tennisspieler
- Sheryl Cruz, philippinische Schauspielerin
- Shirley Cruz Traña (* 1985), costa-ricanische Fußballspielerin
- Sílvia Cruz (* 1980), portugiesische Leichtathletin
- Sílvia Pérez Cruz (* 1983), spanische Weltmusik-Künstlerin
- Simón Cruz Mondejar (* 1976), spanischer Badmintonspieler
- Stella Cruz (* 1983), Schweizer Sängerin-Songwriterin
- Stélvio Rosa da Cruz (* 1989), angolanischer Fußballspieler
- Steve Cruz (Boxer) (* 1963), US-amerikanischer Boxer
- Steve Cruz (Pornodarsteller) (* 1972); US-amerikanischer Pornodarsteller

### T
- Taio Cruz (* 1980), britischer R&B-Sänger
- Ted Cruz (* 1970), US-amerikanischer Politiker der Republikanischen Partei und Senator
- Teo Cruz (1942–2005), puerto-ricanischer Basketballspieler
- Thales Lima Cruz (* 1989), brasilianischer Fußballspieler
- Thayse Cruz (* 1988), brasilianische Badmintonspielerin
- Tó Cruz (* 1967), portugiesischer Pop- und R&B-Sänger
- Tomé Vera Cruz (* ~1955), Politiker aus São Tomé und Príncipe
- Tracy Lynn Cruz (* 1976), US-amerikanische Schauspielerin

### U
- Ulises de la Cruz (* 1974), ecuadorianischer Fußballspieler

### V
- Valentín Gama y Cruz (1868–1942), mexikanischer Geografieingenieur und Hochschullehrer
- Valerie Cruz (* 1976), US-amerikanische Schauspielerin
- Vasco da Cruz, Milizenführer in Osttimor, Kriegsverbrecher
- Víctor Cruz (Spitzname Vitico; 1908–1998), kubanischer Sänger, Bassist und Komponist; Pionier kubanischer und lateinamerikanischer Musik in Deutschland
- Victor Cruz (Footballspieler) (* 1986), US-amerikanischer Footballspieler
- Violeta Cruz (* 1986), kolumbianische Komponistin
- Virginio Arias Cruz (1855–1941), chilenischer Bildhauer, siehe Virginio Arias

### W
- Washington Cruz (* 1946), brasilianischer Ordensgeistlicher, Erzbischof von Goiânia
- Wendy Cruz (* 1976), dominikanischer Radrennfahrer
- Wilmer Cruz (* 1968), honduranischer Fußballspieler
- Wilson Cruz (* 1973), puerto-ricanisch-US-amerikanischer Schauspieler

### Y
- Yanet Cruz (* 1988), kubanische Speerwerferin

### Z
- Zoe Cruz (* 1955), US-amerikanische Managerin